# Ferdinando Agnini
Ferdinando Agnini (Catania, 24 agosto 1924 – Roma, 24 marzo 1944) è stato un partigiano e antifascista italiano, vittima dell'eccidio delle Fosse Ardeatine.

## Biografia
Giovane studente romano nato a Catania, appartenente ad una famiglia di intellettuali democratici e antifascisti: il nonno Ferdinando aveva militato nei Fasci siciliani, mentre il padre Gaetano, giornalista, aveva rifiutato di iscriversi al partito fascista. Dopo aver conseguito la maturità a Roma, al liceo classico «Quinto Orazio Flacco». Ferdinando Agnini si iscrisse alla facoltà di medicina all'Università di Roma.
Dopo l'8 settembre del 1943 entrò nella resistenza fondando a Roma insieme a Gianni Corbi, Nicola Rainelli e Orlando Orlandi Posti, l'ARSI (Associazione Rivoluzionaria Studentesca Italiana), di carattere repubblicano e progressista. L'ARSI operava principalmente nella zona Monte Sacro a Roma ed era impegnata nella raccolta e nella distribuzione di armi e nella stampa di un giornale antifascista «La nostra lotta» in collaborazione con gruppi comunisti e operai del quartiere Montesacro. Nel febbraio del 1944 l'ARSI si sciolse ed entrò a fare parte della Unione Studenti Italiani, nella quale Agnini mantenne un ruolo rilevante. Nel gennaio del 1944 Agnini fu tra gli organizzatori degli scioperi all'università di Roma per protestare contro l'ordinanza di ammettere agli esami solo coloro che avessero risposto alla leva della Repubblica Sociale Italiana.

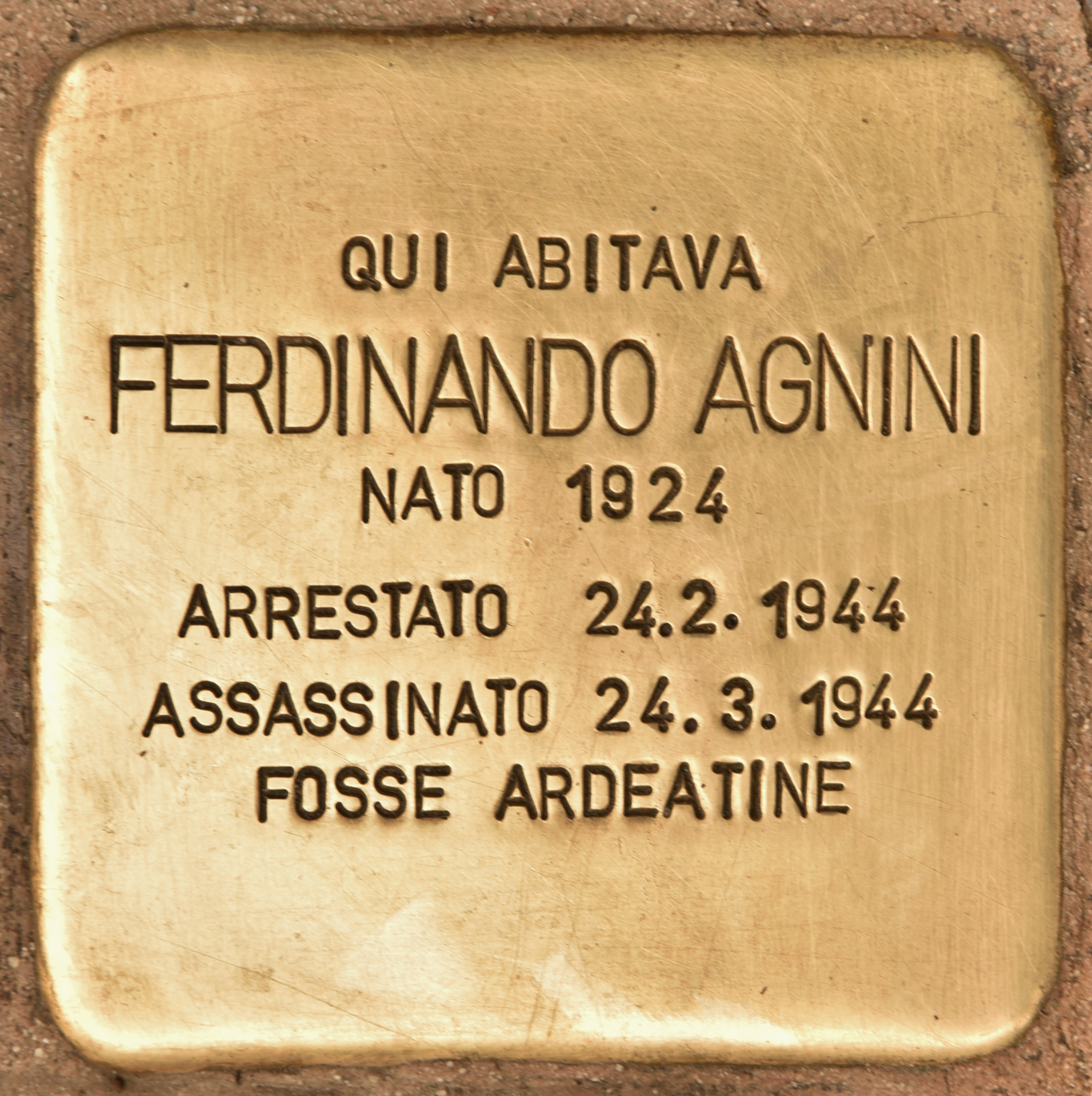
Stolperstein a Roma

Agnini fu catturato il 24 febbraio 1944 a causa di una soffiata. Tradotto dapprima nel commissariato di Monte Sacro, fu convinto da uno dei suoi carcerieri a scrivere un biglietto ai genitori; il messaggio fu invece utilizzato come prova della sua attività partigiana. Imprigionato nel carcere di Via Tasso e torturato, ne uscì per essere giustiziato, appena diciannovenne, alle Fosse Ardeatine.

## Onorificenze e riconoscimenti
Dopo la Liberazione fu affissa una targa in sua memoria nell'ex sede del liceo classico "Quinto Orazio Flacco" in viale Adriatico 136, a Monte Sacro, il quartiere dove Agnini era vissuto. Un'altra targa con un busto fu posta nell'ex scuola media di Monte Sacro in Piazza Sempione, 15 in seguito sede del IV Municipio di Roma; la targa misteriosamente sparita dalla sala in cui si trovava in occasione di lavori eseguiti fra il 2010 e il 2011. Ad Agnini è stata concessa la laurea ad honorem in medicina alla memoria e gli è stata intitolata una via a Catania. Ad Agnini è stata intitolata una Via a Roma.